# Salmo 151
Salmo 151 é um salmo curto encontrado na maioria das cópias da Septuaginta (LXX) mas não no Texto Massorético da Bíblia Hebraica. O título dado ao salmo na Septuaginta indica que ele é supranumerário, pois nenhum número é afixado a ele. O salmo é atribuído a Davi. Também está incluído em alguns manuscritos da Peshitta. O salmo diz respeito à batalha de Davi e Golias.
As igrejas Ortodoxa Oriental, Ortodoxa Copta, Apostólica Armênia e Ortodoxa Síria reconhecem o Salmo 151 como canônico, diferentemente dos protestantes e a maioria das tradições judaicas, que o consideram apócrifo. Apesar de não ser considerado canônico pela Igreja Católica, o Salmo 151 pode ser encontrado em algumas Bíblias católicas, especial em edições da Vulgata e em traduções ecumênicas como a Versão Padrão Revisada. O Salmo 151 é citado uma vez na Forma Extraordinária do Breviário Romano como um responsório relacionado aos livros dos Reis, o segundo no Breviário Romano, Junto com 1 Samuel 17:37. (Nota-se que, na Septuaginta, os livros 1–2 Reis correspondem aos tradicionais 1–2 Samuel, enquanto os livros 3–4 Reis correspondem aos tradicionais 1–2 Reis) com texto ligeiramente diferente em relação ao texto da Vulgata.
Atanásio de Alexandria menciona este salmo como sendo "especialmente o Salmo de Davi" e como sendo adequado para ocasiões em que "fracos como vocês são, vocês são escolhidos para alguma posição de autoridade entre os irmãos".
O título do salmo afirma que foi escrito por Davi após sua batalha com Golias. O salmo demonstra familiaridade com outras passagens bíblicas, das quais extrai fraseologia. É preservado em hebraico, grego (LXX) e siríaco.

## Descoberta dos Manuscritos do Mar Morto

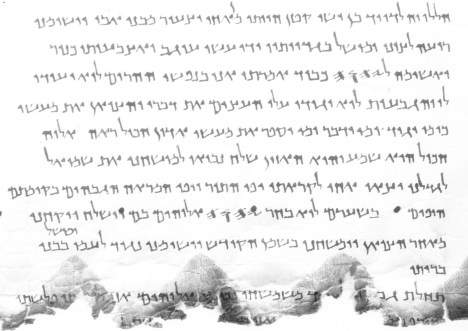
Manuscritos do Mar Morto 11QPs(a), também conhecido como 11Q5.

Durante muito anos, os estudiosos acreditaram que o Salmo 151 foi originalmente composto em grego, com base na visão de que "não há evidências que o Salmo 151 tenha existido em hebraico.
No entanto, o Salmo 151 aparece junto com vários salmos canônicos e não canônicos no pergaminho conhecido como " O Grande Rolo dos Salmos " ou "11Q5", um pergaminho datado do século I, que foi descoberto em 1956. A editio princeps deste manuscrito foi publicada pela primeira vez em 1963 por James A. Sanders. Este pergaminho contém dois pequenos salmos hebraicos que os estudiosos agora concordam que serviram como base para o Salmo 151.
Um salmo hebraico conhecido como "Salmo 151a" fornece o material de origem para os versículos 1 a 5 do Salmo 151 grego, enquanto os versículos restantes são derivados de outro salmo hebraico, conhecido como "Salmo 151b", que foi preservado apenas parcialmente. O compositor do Salmo grego aparentemente uniu os dois salmos hebraicos de uma maneira que altera significativamente seu significado e estrutura, mas a influência dos originais hebraicos ainda é facilmente perceptível.
Enquanto partes da versão grega às vezes parecem fazer pouco sentido ou são ambíguas, o texto hebraico esclarece a mensagem ou o significado pretendido. Em comparação com o texto hebraico, Sanders considera o texto grego deste salmo em alguns pontos "desidratado", "sem sentido", "truncado", "absurdo", "confuso" e "decepcionantemente diferente", tudo por ter sido "feito de uma amálgama truncada dos dois salmos hebraicos".
Sobre detalhes de tradução, estrutura e significado deste salmo, veja também as obras de Skehan, Brownlee, Carmignac, John Strugnell, Rabinowitz, Dupont-Sommer, e Flint.

## Uso litúrgico

### Liturgia Armênia
Na Igreja Armênia, o Salmo 151 é recitado como parte da sequência de Matinas de material poético bíblico, que inclui cânticos do Antigo e Novo Testamento, Salmos 51, 148-150 e 113 (numeração de acordo com a Septuaginta). A versão armênia do Salmo 151 é próxima à Septuaginta, com algumas variações. Onde o versículo 2 em grego diz: αἱ χεῖρές μου ἐποίησαν ὄργανον οἱ δάκτυλοί μου ἤροσαν ψαλτήριον "Minhas mãos fizeram um instrumento, meus dedos moldaram o lira", o armênio tem: ځۥրք ۫۴ ڡրڡր۫۶ ڦ۽ڡ۲۴۸۽ڡրڡ۶ڽ ۥւ ڴۡۿ۸ւ۶ք ۫۴ կազմեցին զգործի աւրհնութեան "Minhas mãos fizeram as lírias (então, então, então, então, também significa" co-books "'salstos') e meus dedos formaram o instrumento de instrumento de bênção."

### Liturgia Copta
Na Igreja Copta , o Salmo 151 é recitado no início da Vigília do Sábado Brilhante, também conhecida como Vigília do Apocalipse. As palavras do salmo são interpretadas como uma profecia messiânica a respeito da derrota de Satanás por Cristo.

### Liturgia Ortodoxa Oriental
O Salmo 151 é normalmente incluído nos Saltérios litúrgicos; no entanto, não faz parte do ciclo semanal de leituras do Kathisma, nem foi designado para ser lido em nenhum culto.
O verso 4 (“Ele enviou seu anjo”, etc.) é cantado entre os versos do Polyeleos cantados nas Matinas de 8 de novembro, festa dos Arcanjos.

## Sinopse
O título do salmo reivindica a autoria de David. É um relato de sua batalha com Golias. O texto expressa como David era o último de seus irmãos e, ainda assim, Deus o escolheu para ser ungido rei. Comemora-se como David matou Golias com a própria espada dos filisteus.

## Texto
A tabela a seguir mostra o texto grego koiné na Septuaginta e a tradução em da Nova Versão Padrão Revisada.
| # | Português | Grego |
| - | --- | --- |
|   | Este salmo é atribuído a Davi como uma composição sua (embora esteja fora do número), depois que ele lutou em combate individual com Golias. | Οὗτος ὁ ψαλμὸς ἰδιόγραφος εἰς Δαυΐδ καὶ ἔξωθεν τοῦ ἀριθμοῦ· ὅτε ἐμονομάχησε τῷ Γολιάθ                                     |
| 1 | Eu era pequeno entre meus irmãos e o mais novo na casa de meu pai; eu apascentava as ovelhas de meu pai.                                     | ΜΙΚΡΟΣ ἤμην ἐν τοῖς ἀδελφοῖς μου καὶ νεώτερος ἐν τῷ οἴκῳ τοῦ πατρός μου· ἐποίμαινον τὰ πρόβατα τοῦ πατρός μου             |
| 2 | Minhas mãos fizeram uma harpa; meus dedos moldaram uma lira.                                                                                 | αἱ χεῖρές μου ἐποίησαν ὄργανον, καὶ οἱ δάκτυλοί μου ἥρμοσαν ψαλτήριον                                                     |
| 3 | E quem o fará saber ao meu Senhor? O próprio Senhor; é Ele quem ouve.                                                                        | καὶ τίς ἀναγγελεῖ τῷ Κυρίῳ μου; αὐτὸς Κύριος, αὐτὸς εἰσακούσει                                                            |
| 4 | Foi ele quem enviou seu mensageiro e me tirou das ovelhas de meu pai e me ungiu com seu óleo de unção.                                       | αὐτὸς ἐξαπέστειλε τὸν ἄγγελον αὐτοῦ καὶ ἦρέ με ἐκ τῶν προβάτων τοῦ πατρός μου καὶ ἔχρισέ με ἐν τῷ ἐλαίῳ τῆς χρίσεως αὑτοῦ |
| 5 | Meus irmãos eram bonitos e altos, Mas o Senhor não estava satisfeito com eles.                                                               | οἱ ἀδελφοί μου καλοὶ καὶ μεγάλοι, καὶ οὐκ εὐδόκησεν ἐν αὐτοῖς ὁ Κύριος                                                    |
| 6 | Saí ao encontro do filisteu, e ele me amaldiçoou por meio dos seus ídolos.                                                                   | ἐξῆλθον εἰς συνάντησιν τῷ ἀλλοφύλῳ, καὶ ἐπικατηράσατό με ἐν τοῖς εἰδώλοις αὐτοῦ                                           |
| 7 | Mas eu puxei da sua espada, decapitei-o e tirei a vergonha do povo de Israel.                                                                | ἐγὼ δέ, σπασάμενος τὴν παρ᾿ αὐτοῦ μάχαιραν, ἀπεκεφάλισα αὐτὸν καὶ ἦρα ὄνειδος ἐξ υἱῶν ᾿Ισραήλ                             |

A tabela a seguir mostra o texto hebraico dos Salmos 151a e 151b, conforme encontrado no Grande Pergaminho dos Salmos, juntamente com uma tradução em inglês de Tyler F. Williams.
| #          | Hebraico                                | Português                                                       |
| Salmo 151a | Salmo 151a                              | Salmo 151a                                                      |
| ---------- | --------------------------------------- | --------------------------------------------------------------- |
| 3          | הללויה לדויד בן ישי                     | Aleluia de Davi, filho de Jessé.                                |
| 3          | קטן הייתי מןאחי                         | Eu era menor que meus irmãos                                    |
| 3          | וצעיר מבני אבי                          | E o mais novo dos filhos de meu pai                             |
| 4          | וישימני רועה לצונו                      | E ele me fez pastor do seu rebanho                              |
| 4          | ומושל בגדיותיו                          | E governante sobre os seus filhos                               |
| 4          | ידי עשו עוגב                            | Minhas mãos fizeram um instrumento (musical).                   |
| 4          | ואצבעותי כנור                           | E meus dedos uma lira                                           |
| 5          | ואשימה ליהוה כבוד                       | E eu rendi glória ao Senhor                                     |
| 5          | אמרתי אני בנפשי                         | Eu disse para mim mesmo                                         |
| 5          | ההרים לוא יעדו לו                       | As montanhas não dão testemunho dele,                           |
| 6          | והגבעות לוא יגידו                       | Nem os montes declaram;                                         |
| 6          | עלו֯ העצים את דברי֯                       | As árvores valorizam minhas palavras                            |
| 6          | והצואן את מעשי֯                          | E o rebanho é a minha obra.                                     |
| 7          | כי מי יגדי ומי ידבר                     | Pois quem pode declarar e quem pode falar,                      |
| 7          | ומי יספר את מעשי֯ אדון                   | E quem poderá contar as obras do Senhor?                        |
| 7          | הכול ראה אלוה                           | Tudo Deus viu,                                                  |
| 8          | הכול הוא שמע                            | Tudo o que Ele ouviu,                                           |
| 8          | והוא האזין                              | e ele atendeu.                                                  |
| 8          | שלח נביאו למושחני                       | Ele enviou seu profeta para me ungir,                           |
| 9          | את שמואל לגדלני                         | Samuel, para me fazer grande                                    |
| 9          | יצאו אחי לקראתו                         | Meus irmãos saíram ao seu encontro,                             |
| 9          | יפי התור ויפי המרא                      | Bonito de figura e bonito de aparência                          |
| 9          | הגבהים בקומתם                           | Eles eram de alta estatura                                      |
| 10         | היפים בשערם                             | Bonitos pelos cabelos,                                          |
| 10         | לוא בחר יהוה אלוהים בם                  | O Senhor Deus não os escolheu.                                  |
| 10         | וישלח ויקחני מאחר הצואן                 | Mas ele mandou e me tirou de trás do rebanho                    |
| 11         | וימשחני בשמן הקודש                      | E me ungiu com óleo sagrado,                                    |
| 11         | וישימני נגיד לעמו                       | E me fez líder do seu povo                                      |
| 12         | ומושל בבני בריתו                        | E governante sobre os filhos de sua aliança                     |
| Salmo 151b |                                         |                                                                 |
| 13         | תחלת גב[ו]רה ה[דו]יד משמשחו נביא אלוהים | No início do poder de Davi depois que o profeta de Deus o ungiu |
| 13         | אזי רא֯[י]תי פלשתי                       | Então eu vi um filisteu                                         |
| 14         | מחרף ממ[ערכות האיוב]                    | Proferindo desafios das [fileiras dos inimigos].                |
| 14         | אנוכי [ [ את}}                          | isto […]                                                        |